# Валя-Грошилор
Валя-Грошилор (рум. Valea Groșilor) — село у повіті Клуж в Румунії. Входить до складу комуни Вад.
Село розташоване на відстані 360 км на північний захід від Бухареста, 52 км на північ від Клуж-Напоки.

## Населення
За даними перепису населення 2002 року у селі проживали 287 осіб.
Національний склад населення села:
| Національність | Кількість осіб | Відсоток |
| -------------- | -------------- | -------- |
| румуни         | 282            | 98,3%    |
| угорці         | 5              | 1,7%     |

Рідною мовою назвали:
| Мова      | Кількість осіб | Відсоток |
| --------- | -------------- | -------- |
| румунська | 282            | 98,3%    |
| угорська  | 5              | 1,7%     |